# Johann Evangelius Gimpl
Johann Evangelius Gimpl (* 8. März 1824 in Taufkirchen (Vils); † 5. September 1899 in Tittmoning) war ein katholischer Pfarrer. Von 1883 bis 1899 gehörte er als Mitglied des Zentrums der Bayerischen Abgeordnetenkammer an.

## Leben
Im Anschluss an die Volksschule besuchte Gimpl zwischen 1834 und 1842 die Gymnasien in Freising und Landshut. Nach dem Abitur nahm er 1842 in München ein Studium der Theologie auf, das er 1848 am Lyzeum Freising abschloss. Bis 1864 war er zunächst als Hilfspriester, später als Pfarrer in Rottenburg an der Laaber tätig. Ab 1870 wirkte er als Dekan und Pfarrer in Berchtesgaden und ab 1879 als Stiftsdekan und Stadtpfarrer in Tittmoning.
Von 1883 bis 1899 vertrat Gimpl den Wahlkreis Mühldorf im Bayerischen Landtag.

## Quelle
- Joseph Kürschner: Der Bayerische Landtag 1893 - 1899